# Біллі Кончеллах
Вільям «Біллі» Комінтаї Кончеллах (англ. William "Billy" Komintai Konchellah; нар. 20 жовтня 1961) — кенійський легкоатлет, який спеціалізувався в бігу на середні дистанції.

## Із життєпису
Олімпійський фіналіст (4-е місце) у бігу на 800 метрів (1984).
Дворазовий чемпіон світу з бігу на 800 метрів (1987, 1991). Срібний призер чемпіоната світу в бігу на 800 метрів (1993).
Був третім у складі естафетного квартету 4×400 метрів команди Африки на Кубку світу (1979).
Чемпіон Африканських ігор у бігу на 800 метрів (1987).
Упродовж 2004—2006 відбував покарання у вигляді позбавлення волі за зґвалтування.
Син — Юсуф Саад Камель (до прийняття бахрейнського громадянства — Грегорі Кончеллах (англ. Gregory Konchellah)) — чемпіон світу з бігу на 1500 метрів (2009).